# Cyclosa sachikoae

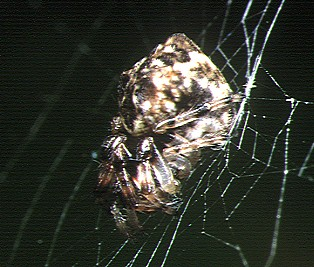
Vrouwtje

Cyclosa sachikoae là một loài nhện trong họ Araneidae.
Loài này thuộc chi Cyclosa. Cyclosa sachikoae được miêu tả năm 1992 bởi Tanikawa.

## Hình ảnh

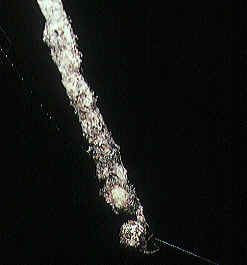
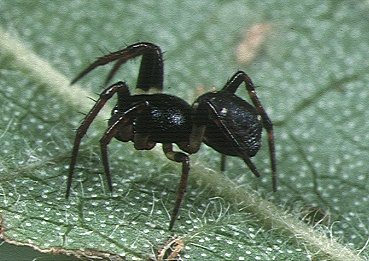